# Antoine de Sartine
Antoine de Sartine   (Barcelona, 12 de juliol de 1729 - Tarragona, 7 de setembre de 1801) Antoine Raymond Jean Gualbert Gabriel de Sartine, comte d'Alby, va ser un estadista francès que va exercir com a tinent general de policia de París (1759–1774) durant el regnat de Lluís XV i com a secretari d'estat per a la Marina (1774–1780) sota el rei Lluís XVI.

## Orígens familiars
Antoine de Sartine va néixer a Barcelona l'any 1729, fill d'Antoine Sartine, un financer d'origen francès que va arribar a Espanya amb les tropes de Felip d'Anjou durant la Guerra de Successió i va exercir com a intendent de Catalunya entre 1726 i 1744. La mare era Catherine White, comtessa d'Alby (filla d'Ignatius White, marquès d'Albeville, que va exercir com a secretari d'Estat de Jaume II d'Anglaterra). El títol de comte d'Alby sembla ser heretat de la seva mare, un títol secundari al de marquès d'Albeville, concedit a Ignatius White, al seu pare Dominick White i als seus descendents, per Leopold I, emperador del Sacre Imperi Romanogermànic, el 1679.